# Лобцово
Лобцово — село в Гаврилово-Посадском районе Ивановской области России, входит в состав Новосёлковского сельского поселения.

## География
Село расположено на берегу реки Нерль в 18 км на север от центра поселения села Новосёлка и 23 км на север от райцентра города Гаврилов Посад.

## История
Исторические сведения о селе очень скудны и относятся ко второй половине XVIII столетия, в это время в селе была деревянная церковь и при ней самостоятельный приход, село числилось в Суздальском уезде. В 1802 году вместо ветхой деревянной церкви прихожане на свои средства построили каменную церковь и колокольню, в 1882 году вокруг церкви и колокольни была возведена каменная ограда. В церкви было два престола: в холодной — во имя святого Дмитрия Солунского, в теплом приделе — в честь Покрова Пресвятой Богородицы. В 1893 году приход состоял из села, деревни Петриха и сельца Кунеево. Всех дворов в приходе 155, мужчин — 458, женщин — 512. В 1890 году в селе была открыта земская народная школа.
В конце XIX — начале XX века село входило в состав Мирславской волости Юрьевского уезда Владимирской губернии.
С 1929 года село входило в состав Мальтинского сельсовета Гаврилово-Посадского района, с 1983 года — центр Лобцовского сельсовета, с 2005 года — центр Лобцовского сельского поселения, с 2009 года — в составе Новосёлковского сельского поселения.

## Население
| 1859 | 1897 | 1905 | 2010 |
| ---- | ---- | ---- | ---- |
| 403  | ↗572 | ↗664 | ↘79  |

## Достопримечательности
В селе расположена недействующая Церковь Димитрия Солунского (1802)